# كبت نقي العظم
كبت نقي العظم أو تثبيط نقي العظم (بالإنجليزية: Bone marrow suppression)‏ أو سمية نقيية (بالإنجليزية: myelotoxicity)‏ أو كبت النقي (بالإنجليزية: myelosuppression)‏، هو عبارة عن نقص في عدد الخلايا المسؤولة عن المناعة، والخلايا الحاملة للأوكسجين، والخلايا المسؤولة عن التخثر الطبيعي. تثبيط النقي عادة ما يكون تأثير جانبي للعلاج الكيميائي أو أدوية خاصة تؤثر على الجهاز المناعي، كما هو الحال في الآزاثيوبرين. الخطورة عالية خاصة في الأدوية السامة للخلايا المستخدمة في العلاج الكيماوي لابيضاض الدم.
أدوية لاستيرويدية مضادة للالتهاب , وفي حالات نادرة جداً , قد تسبب تثبط النقي.
إن نقص الخلايا الناتج عن تثبط النقي لا يظهر عادة مباشرة أثناء تناول الأدوية الكيميائية. لأن هذه الأدوية لا تقتل مباشرة الخلايا الموجودة في مصل المريض، تلك التي لا تتلاشى بسرعة. عوضا عن ذلك تهاجم هذه الأدوية الخلايا النقوية التي مازالت في حيز التشكل في نقي العظم.
عندما يكون تثبيط نقي العظم شديد يطلق عليه اسم myeloablation.
بما أن نقي العظم هو مصنع الخلايا المكونة للدم، فإن تثبيط النقي يسبب هبوط في عدد الخلايا المكونة للدم، وهذه الحالة ممكن أن تؤدي وبسرعة إلى إنتان مهدد للحياة، بسبب نقص إنتاج الكريات البيضاء كردة فعل لغزو الفيروسات والميكروبات, كما هو الحال في فقر الدم الناتج عن نقص الكريات الحمراء, و حالات النزوف الحادة الناتجة عن نقص الصفيحات.
إن تثبط نقي العظم الناتج عن العلاج بالآزاثيوبرين , يمكن علاجه بتبديل الدواء إلى حمض الميكوفينوليك في أثناء زرع الأعضاء، أو الأدوية المعدلة للمرض في داء رثياني أو داء كرون. إن علاج تثبيط نقي العظم الناتج عن العلاج الكيماوي للسرطان أصعب بكثير وغالباً ما يتطلب قبول مشفى.وسيطرة صارمة على الإنتان مع ظهور الأعراض الأولى له، مترافقة مع الاستعمال الهجومي للصادات الوريدية. أثناء تطوير أدوية العلاج الكيميائي الجديدة تتم موازنة الفوائد مع السمية الممكنة لهذه الأدوية على نقي العظم. إن معايرات الخلية المنتجة للمستعمرة في المختبر باستخدام خلايا من نقي عظم البشري تطورت في وسط نصف صلب كما هو الحال في( colonyGel ) , للتنبؤ بمستوى السمية النقوية التي قد تسببها بعض المكونات في حال أعطيت للبشر.
إن هذه المعايير التكهنية في المختبر تظهر تأثير المكونات المؤثرة على الخلايا السليفة التي تعطي أنواع مكونات الدم المختلفة من الممكن أن تستخدم لدراسة تأثير دواء محدد أو أدوية تستخدم مع أدوية أخرى على البشر.
البارافيروس ب 19 تثبط عملية تكون خلايا الدم الحمراء بإصابة طلائع كريات الدم الحمراء بشكل قاتل في نقي العظم، وتترافق مع عدد من الأمراض المختلفة تتدرج من حميدة إلى شديدة.إن إنتان ال ب19 قد يستمر إلى عدة أشهر، مؤدياً إلى تثبيط نقي مزمن.
إن الثيازيدات من الأدوية الممكن أن تؤدي إلى تثبيط نقي كتأثير ثانوي لهذه الأدوية.